# 黒猫の遊歩あるいは美学講義
『黒猫の遊歩あるいは美学講義』（くろねこのゆうほあるいはびがくこうぎ）は、森晶麿による日本の推理小説の連作短編集。早川書房主催の第1回アガサ・クリスティー賞を受賞した、作者のデビュー作。

## 収録作品
全6編が収録されており、各話でポオの小説がモチーフとして使われている。
- 月まで
- 壁と模倣
- 水のレトリック
- 秘すれば花
- 頭蓋骨のなかで
- 月と王様

## あらすじ
僕が行うのは美的推理であって、（中略）美的でない真相は真相の名に値しない。
24歳にして大学教授になった若き天才、通称「黒猫」が「付き人」の女性ポオ研究者と共に、不正確な地図の謎や学生の自殺の真相など、数々の謎に「美しい」答えを導き出す。

## 登場人物
黒猫
教授、24歳。誰も本名で呼ばない。
「ベルクソン的美学の眼差しから芸術史を洗い直す」が研究テーマで、留学先のパリから持ち帰った論文第一弾『ベルクソンの図式から見るマラルメ』で脚光を浴び、同論文に留学先の学長の推薦文が付いていたことから、若くしての教授就任となった。
性格は、冷たさと優しさの比率が7:3。
付き人
「黒猫」の付き人。彼とは学生時代からの腐れ縁の仲。24歳。博士課程1年目、エドガー・アラン・ポオの研究者。将来は学問で身を立てたいと志している。
母ゆふきは女手一つで娘を産み育てたシングルマザーで、『竹取物語』の研究では右に出る者はいない研究者。
唐草（からくさ）
大学の学部長。「黒猫」の論文に惚れ込み、彼の教授就任を熱望した。彼の論理の進め方を猫にたとえ、「黒猫」とあだ名を付けた。

## 選評
選考委員：北上次郎、若竹七海、『ミステリマガジン』編集長
- 作中でポオ作品のネタばらしがある点は、原作に対する敬意と配慮が欠けたマナー違反であるが、そこさえ直せば蘊蓄や魅力的なキャラクター、さわやかに読ませる文章力など総合評価が高かった。扱われる謎に派手さはなく小さいが、ポイントは謎の大きさ、派手さではなく、その謎がいかに人間の営みを映し出しているかという点にある。